# Seayou Records
Seayou Records ist ein unabhängiges Musiklabel mit Sitz in Wien, Österreich. Seit seiner Gründung im Jahr 2006 durch Ilias Dahimène hat sich das Label zu einem bedeutenden Akteur in der österreichischen und europäischen Musikszene entwickelt.

## Geschichte
Ilias Dahimène, zuvor Schlagzeuger der Trash-Rock’n’Roll-Band Vortex Rex, gründete Seayou Records im Jahr 2006. Motiviert durch seine Erfahrungen in der DIY-Punk- und Hardcore-Szene der 1990er und frühen 2000er Jahre, wollte er eine Plattform schaffen, die genreübergreifende und experimentelle Musik fördert. Die erste Veröffentlichung des Labels war das Debütalbum von Go Die Big City.
Das Label entwickelte sich von einem Ein-Mann-Betrieb zu einem Unternehmen mit mehreren Mitarbeitern und einem umfangreichen Künstlerkatalog.

## Künstler und Veröffentlichungen
- 5K HD
- Mynth
- Ant Antic
- Monsterheart

## Sub-Labels
Seayou Records ist Teil von Seayou Entertainment, das mehrere Sub-Labels umfasst:
- Problembär Records
- Futuresfuture
- Assim Records